# Hugo Santilli
Hugo César Santilli (Argentina, 17 de septiembre de 1939) es un dirigente del fútbol argentino y empresario de la construcción, que se desempeñó como presidente del Club Atlético River Plate durante la Década de 1980. Fue, además, presidente del Banco de la Nación Argentina entre 1989 y 1991.

## Biografía
Fue presidente del Club Atlético River Plate desde el año 1983 hasta el año 1989, período en el cual logró consagrar al club a ganar su primera Copa Libertadores, la Copa Interamericana y la Copa Intercontinental en el año 1986.
Brindó su apoyo político a Rodolfo D'Onofrio, para las elecciones a presidente de River Plate del año 2013.

## Vida personal
Es padre de Diego Santilli, dirigente de Propuesta Republicana y Vicejefe de Gobierno de la Ciudad Autónoma de Buenos Aires durante la gestión de Horacio Rodríguez Larreta.

## Resultados electorales

### 1983
| Candidato                   | Candidato                   | Agrupación                                 | Votos  | %       |
| --------------------------- | --------------------------- | ------------------------------------------ | ------ | ------- |
|                             | Hugo Santilli               | Frente Renovador Riverplatense             | 5 468  | 52,05%  |
|                             | Julián Kent                 | Alianza para el Cambio                     | 2 755  | 26,22%  |
|                             | Rafael Aragón Cabrera       | Frente Único de Reafirmación Riverplatense | 2 282  | 21,72%  |
| Total de votos válidos      | Total de votos válidos      | Total de votos válidos                     | 10 505 | 99,99%  |
| Votos nulos y blancos       | Votos nulos y blancos       | Votos nulos y blancos                      | 11     | 0,1%    |
| Total de sufragios emitidos | Total de sufragios emitidos | Total de sufragios emitidos                | 6 319  | 100,00% |

### 1985
| Candidato                   | Candidato                   | Agrupación                         | Votos | %       |
| --------------------------- | --------------------------- | ---------------------------------- | ----- | ------- |
|                             | Hugo Santilli               | Frente Renovador Riverplatense     | 3 979 | 63,47%  |
|                             | Alfredo Davicce             | Democracia a River                 | 1 066 | 17%     |
|                             | Rafael Aragón Cabrera       | Agrupación Círculo Riverplatense   | 950   | 15,15%  |
|                             | Carlos Lancioni             | Agrupación Tradicional River Plate | 274   | 4,37%   |
| Total de votos válidos      | Total de votos válidos      | Total de votos válidos             | 6 269 | 99,99%  |
| Votos nulos y blancos       | Votos nulos y blancos       | Votos nulos y blancos              | 4     | 0,1%    |
| Total de sufragios emitidos | Total de sufragios emitidos | Total de sufragios emitidos        | 6 273 | 100,00% |

#### 2001
| Candidato                   | Candidato                   | Agrupación                         | Votos | %       |
| --------------------------- | --------------------------- | ---------------------------------- | ----- | ------- |
|                             | José María Aguilar          | Frente Riverplatense de sus Socios | 4 815 | 55,98%  |
|                             | Hugo Santilli               | Acuerdo Riverplatense 2001         | 3 478 | 40,44%  |
|                             | Carlos Lancioni             | Agrupación Tradicional River Plate | 267   | 3,1%    |
| Total de votos válidos      | Total de votos válidos      | Total de votos válidos             | 8 575 | 99,52%  |
| Votos nulos y blancos       | Votos nulos y blancos       | Votos nulos y blancos              | 41    | 0,48%   |
| Total de mesas              | Total de mesas              | Total de mesas                     | 30    | 30      |
| Total de sufragios emitidos | Total de sufragios emitidos | Total de sufragios emitidos        | 8 601 | 100,00% |

## Palmarés

### Como presidente
| Título                | Club        | País      | Año     |
| --------------------- | ----------- | --------- | ------- |
| Primera División      | River Plate | Argentina | 1985/86 |
| Copa Libertadores     | River Plate | Argentina | 1986    |
| Copa Intercontinental | River Plate | Argentina | 1986    |
| Copa Interamericana   | River Plate | Argentina | 1987    |